# Baxalta
Baxalta Inc. war ein US-amerikanisches Pharmaunternehmen für biotechnologisch hergestellte Arzneimittel mit Hauptsitz in Bannockburn, Illinois. Es entstand am 1. Juli 2015 als Ableger (spin-off) der Biotechnologie-Sparte von Baxter International, die zuletzt einen Umsatz von rund 6 Milliarden US-Dollar erzielte. Anfang 2016 erwarb das irische Pharmaunternehmen Shire plc Baxalta für rund 32 Milliarden US-Dollar. Im Juni 2016 wurde die Fusion beider Unternehmen zur Shire plc abgeschlossen.
Baxalta hatte zuletzt rund 16.000 Mitarbeiter, davon 4.000 bei der Tochter Baxalta Österreich, und war an der New Yorker Börse (NYSE: BXLT) notiert.
Baxalta war weltweit führend bei Medikamenten zur Behandlung von Hämophilie und anderen Blutgerinnungsstörungen, Immundefekten, intraoperativer Wundversorgung und bei der Entwicklung bestimmter Impfstoffe gegen seltene Krankheiten.